# Chicoreus nobilis
Chicoreus nobilis is een slakkensoort uit de familie van de Muricidae. De wetenschappelijke naam van de soort is voor het eerst geldig gepubliceerd in 1977 door Shikama.